# Lights (single van Ellie Goulding)
Lights is een nummer van de Britse singer-songwriter Ellie Goulding. Het is de zesde single van haar gelijknamige debuutalbum Lights.

## Geschiedenis
De single werd gemaakt met de bedoeling om de leadsingle te worden van het album Bright Lights, de heruitgave van haar debuutalbum. Uiteindelijk werd dit Gouldings cover van "Your Song". In oktober 2012 kwam de single weer in de belangstelling te staan en bereikte de Nederlandse en Vlaamse hitparade.

## Hitnoteringen

### Nederlandse Top 40
| Hitnotering: 24-11-2012 t/m 15-22-2012 | Hitnotering: 24-11-2012 t/m 15-22-2012 | Hitnotering: 24-11-2012 t/m 15-22-2012 | Hitnotering: 24-11-2012 t/m 15-22-2012 | Hitnotering: 24-11-2012 t/m 15-22-2012 | Hitnotering: 24-11-2012 t/m 15-22-2012 |
| Week:                                  | 1                                      | 2                                      | 3                                      | 4                                      |                                        |
| -------------------------------------- | -------------------------------------- | -------------------------------------- | -------------------------------------- | -------------------------------------- | -------------------------------------- |
| Positie:                               | 38                                     | 36                                     | 33                                     | 39                                     | uit                                    |

### NederlandseSingle Top 100
| Hitnotering: 03-11-2012 t/m 08-12-2012 | Hitnotering: 03-11-2012 t/m 08-12-2012 | Hitnotering: 03-11-2012 t/m 08-12-2012 | Hitnotering: 03-11-2012 t/m 08-12-2012 | Hitnotering: 03-11-2012 t/m 08-12-2012 | Hitnotering: 03-11-2012 t/m 08-12-2012 | Hitnotering: 03-11-2012 t/m 08-12-2012 | Hitnotering: 03-11-2012 t/m 08-12-2012 |
| Week:                                  | 1                                      | 2                                      | 3                                      | 4                                      | 5                                      | 6                                      |                                        |
| -------------------------------------- | -------------------------------------- | -------------------------------------- | -------------------------------------- | -------------------------------------- | -------------------------------------- | -------------------------------------- | -------------------------------------- |
| Positie:                               | 77                                     | 71                                     | 58                                     | 82                                     | 82                                     | 99                                     | uit                                    |

### VlaamseUltratop 50
| Hitnotering: (Week 1 t/m 19) 20-10-2012 t/m 23-02-2013 Hitnotering: (Week 20) 23-03-2013 Hitnotering: (Week 21) 06-04-2013 | Hitnotering: (Week 1 t/m 19) 20-10-2012 t/m 23-02-2013 Hitnotering: (Week 20) 23-03-2013 Hitnotering: (Week 21) 06-04-2013 | Hitnotering: (Week 1 t/m 19) 20-10-2012 t/m 23-02-2013 Hitnotering: (Week 20) 23-03-2013 Hitnotering: (Week 21) 06-04-2013 | Hitnotering: (Week 1 t/m 19) 20-10-2012 t/m 23-02-2013 Hitnotering: (Week 20) 23-03-2013 Hitnotering: (Week 21) 06-04-2013 | Hitnotering: (Week 1 t/m 19) 20-10-2012 t/m 23-02-2013 Hitnotering: (Week 20) 23-03-2013 Hitnotering: (Week 21) 06-04-2013 | Hitnotering: (Week 1 t/m 19) 20-10-2012 t/m 23-02-2013 Hitnotering: (Week 20) 23-03-2013 Hitnotering: (Week 21) 06-04-2013 | Hitnotering: (Week 1 t/m 19) 20-10-2012 t/m 23-02-2013 Hitnotering: (Week 20) 23-03-2013 Hitnotering: (Week 21) 06-04-2013 | Hitnotering: (Week 1 t/m 19) 20-10-2012 t/m 23-02-2013 Hitnotering: (Week 20) 23-03-2013 Hitnotering: (Week 21) 06-04-2013 | Hitnotering: (Week 1 t/m 19) 20-10-2012 t/m 23-02-2013 Hitnotering: (Week 20) 23-03-2013 Hitnotering: (Week 21) 06-04-2013 | Hitnotering: (Week 1 t/m 19) 20-10-2012 t/m 23-02-2013 Hitnotering: (Week 20) 23-03-2013 Hitnotering: (Week 21) 06-04-2013 | Hitnotering: (Week 1 t/m 19) 20-10-2012 t/m 23-02-2013 Hitnotering: (Week 20) 23-03-2013 Hitnotering: (Week 21) 06-04-2013 | Hitnotering: (Week 1 t/m 19) 20-10-2012 t/m 23-02-2013 Hitnotering: (Week 20) 23-03-2013 Hitnotering: (Week 21) 06-04-2013 | Hitnotering: (Week 1 t/m 19) 20-10-2012 t/m 23-02-2013 Hitnotering: (Week 20) 23-03-2013 Hitnotering: (Week 21) 06-04-2013 | Hitnotering: (Week 1 t/m 19) 20-10-2012 t/m 23-02-2013 Hitnotering: (Week 20) 23-03-2013 Hitnotering: (Week 21) 06-04-2013 | Hitnotering: (Week 1 t/m 19) 20-10-2012 t/m 23-02-2013 Hitnotering: (Week 20) 23-03-2013 Hitnotering: (Week 21) 06-04-2013 | Hitnotering: (Week 1 t/m 19) 20-10-2012 t/m 23-02-2013 Hitnotering: (Week 20) 23-03-2013 Hitnotering: (Week 21) 06-04-2013 | Hitnotering: (Week 1 t/m 19) 20-10-2012 t/m 23-02-2013 Hitnotering: (Week 20) 23-03-2013 Hitnotering: (Week 21) 06-04-2013 | Hitnotering: (Week 1 t/m 19) 20-10-2012 t/m 23-02-2013 Hitnotering: (Week 20) 23-03-2013 Hitnotering: (Week 21) 06-04-2013 | Hitnotering: (Week 1 t/m 19) 20-10-2012 t/m 23-02-2013 Hitnotering: (Week 20) 23-03-2013 Hitnotering: (Week 21) 06-04-2013 | Hitnotering: (Week 1 t/m 19) 20-10-2012 t/m 23-02-2013 Hitnotering: (Week 20) 23-03-2013 Hitnotering: (Week 21) 06-04-2013 | Hitnotering: (Week 1 t/m 19) 20-10-2012 t/m 23-02-2013 Hitnotering: (Week 20) 23-03-2013 Hitnotering: (Week 21) 06-04-2013 |
| Week: | 1 | 2 | 3 | 4 | 5 | 6 | 7 | 8 | 9 | 10 | 11 | 12 | 13 | 14 | 15 | 16 | 17 | 18 | 19 | |
| --- | --- | --- | --- | --- | --- | --- | --- | --- | --- | --- | --- | --- | --- | --- | --- | --- | --- | --- | --- | --- |
| Positie: | 50 | 25 | 14 | 16 | 10 | 10 | 12 | 16 | 15 | 15 | 15 | 15 | 17 | 17 | 24 | 26 | 34 | 34 | 47 | uit |
| Week: | 20 | | 21 | | | | | | | | | | | | | | | | | |
| Positie: | 49 | uit | 46 | uit | | | | | | | | | | | | | | | | |